# Plujkowate

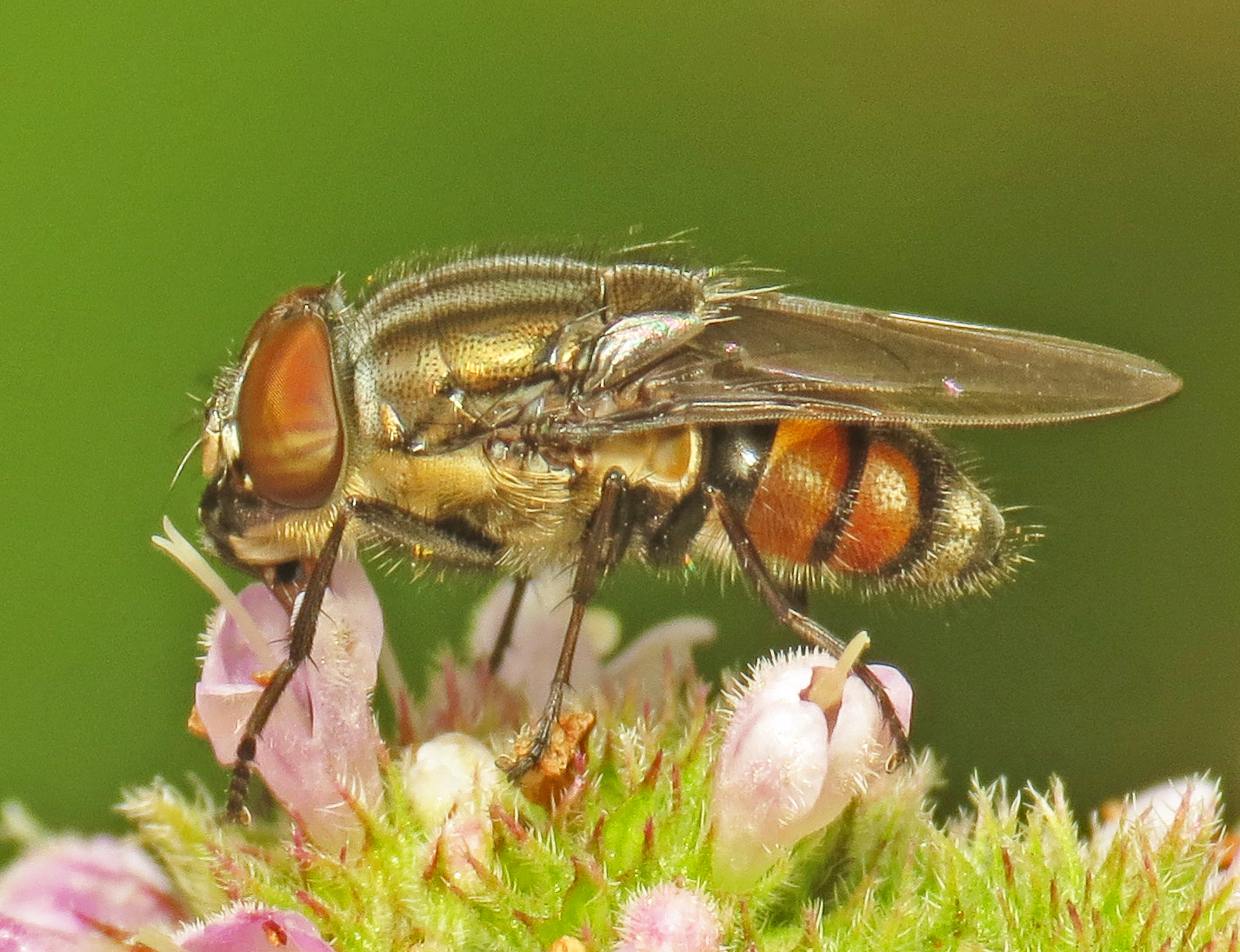
Stomorhina lunata

Plujkowate, plujki (Calliphoridae) – rodzina muchówek z podrzędu krótkoczułkich i nadrodziny Oestroidea. Obejmuje około 1450 opisanych gatunków. Dorosłe są pokryte licznymi szczecinkami i – przynajmniej na odwłoku  – metalicznie ubarwione. Larwami są czerwie o ciele zwężonym ku przodowi i ściętym z tyłu. Większość przechodzi rozwój w padlinie, ale należą tu również gatunki rozwijające się w kale, martwej materii organicznej oraz parazytoidy dżdżownic, ślimaków lądowych. Wiele gatunków docelowo lub okazjonalnie rozwija się w żywych kręgowcach, w tym człowieku, wywołując muszyce. Gatunki żyjące w bliskości człowieka notowane są jako przenosiciele różnych chorób. Padlinożerne plujkowate wykorzystuje się w entomologii sądowej do ustalania czasu zgonu. Pewne gatunki służą w medycynie do oczyszczania trudno gojących się ran.

## Opis

### Owady dorosłe
Muchówki średnie do dużych, o tęgim ciele i oskórku przynajmniej na odwłoku metalicznie ubarwionym. Na tułowiu powierzchnie: przedpiersia, wgłębienia proepisternalnego, ściany postalrnej i zapiersia owłosione. Podobnie jak inne Oestroidea, mają skrzydła o gwałtownie zagiętej w przód żyłce medialnej i niedochodzącej do krawędzi skrzydła żyłce analnej. Samce mają skrócony szósty tergit odwłoka. Narządy rozrodcze samców charakteryzują dobrze zesklerotyzowane i widocznie oddalone od ściany distifallusa dystalne części wyrostków parafallicznych. W podstawowym planie budowy odznaczają się również drobnymi, skierowanymi ku tyłowi ząbkami na brzusznej i brzuszno-bocznej powierzchni distifallusa i akrofallusa, ale w większości podrodzin zaznacza się tendencja do ich zanikania. Samice, tak jak inne Oestroidea, mają ósme sternum w całości wchodzące w skład pokładełka. Większość gatunków ma prostą, walcowatą macicę, ale u form żyworodnych może być ona silnie zmodyfikowana. Samice niektórych gatunków mają boczne kieszonki różnego kształtu, przystosowane do przyjmowania wierzchołków wyrostków parafallicznych samca podczas kopulacji.

### Jaja
Jaja plujkowatych są białe, błyszczące, o siateczkowanym chorionie i wymiarach 0,9–1,5 × 0,3–0,4 mm, w widoku bocznym spłaszczone lub wypukłe z jednej strony i nieco wklęsłe z drugiej. Pośrodku ich grzbietowej strony znajduje się otoczony żeberkami obszar umożliwiający oddychanie w razie tymczasowego zatopienia w wodzie.

### Larwy
Ciało larw jest jasne, ścięte z tyłu i zwężone ku przodowi, typowe dla czerwi. Pierwsze stadium nie przekracza 2 mm długości, ma grzbietowo wypukłą wargę górną, dwupłatkowe przetchlinki tylne (przednich brak) i powierzchnię opatrzoną kolcami lub guzkami. Drugie osiąga do 9 mm długości i odróżnia się od kolejnego dwuszczelinowymi przetchlinkami tylnymi i delikatniejszym aparatem gębowym. Larwy w ostatnim, trzecim stadium osiągają do 22 mm i zwykle mają na większości segmentów kolczaste przepaski. Przetchlinki przednie mogą mieć różny kształt i liczbę otworów. Na tyle ciała pole przetchlinkowe otacza 7 para papilli, a kolejna para leży za odbytem. Poczwarkę otacza kokon rzekomy barwy od rudobrązowej do czarnej.

### Galeria anatomiczna

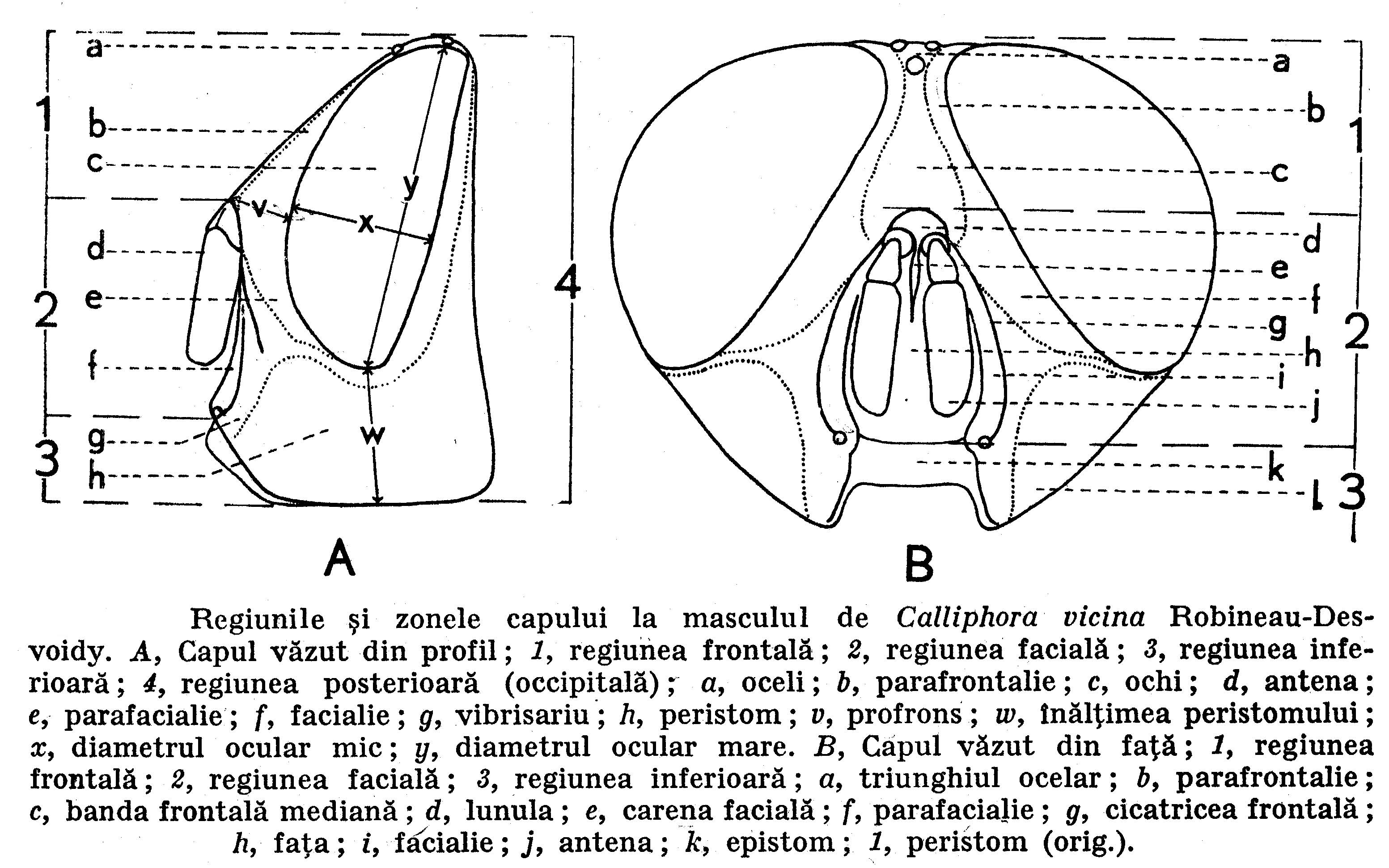
Okolice głowy u samca plujki. A (widok z profilu): 1: okolica czołowa, 2: okolica twarzowa, 3: spód głowy, 4: okolica potyliczna, a: przyoczko, b: płytka orbitalna (parafrontalia), c: oko złożone, d: czułek, e: płytka skroniowa (parafacialia), f: listewka twarzowa, g: wibrys, h: policzek. B (widok z przodu): a: trójkąt przyoczkowy, b: płytka orbitalna, c: listewka czołowa, d: płytka półksiężycowata, e: żeberko twarzowe, f: płytka skroniowa, g: szew łukowaty, h: twarz, i: listewka twarzowa, j: czułek, k: nadustek, l: policzek
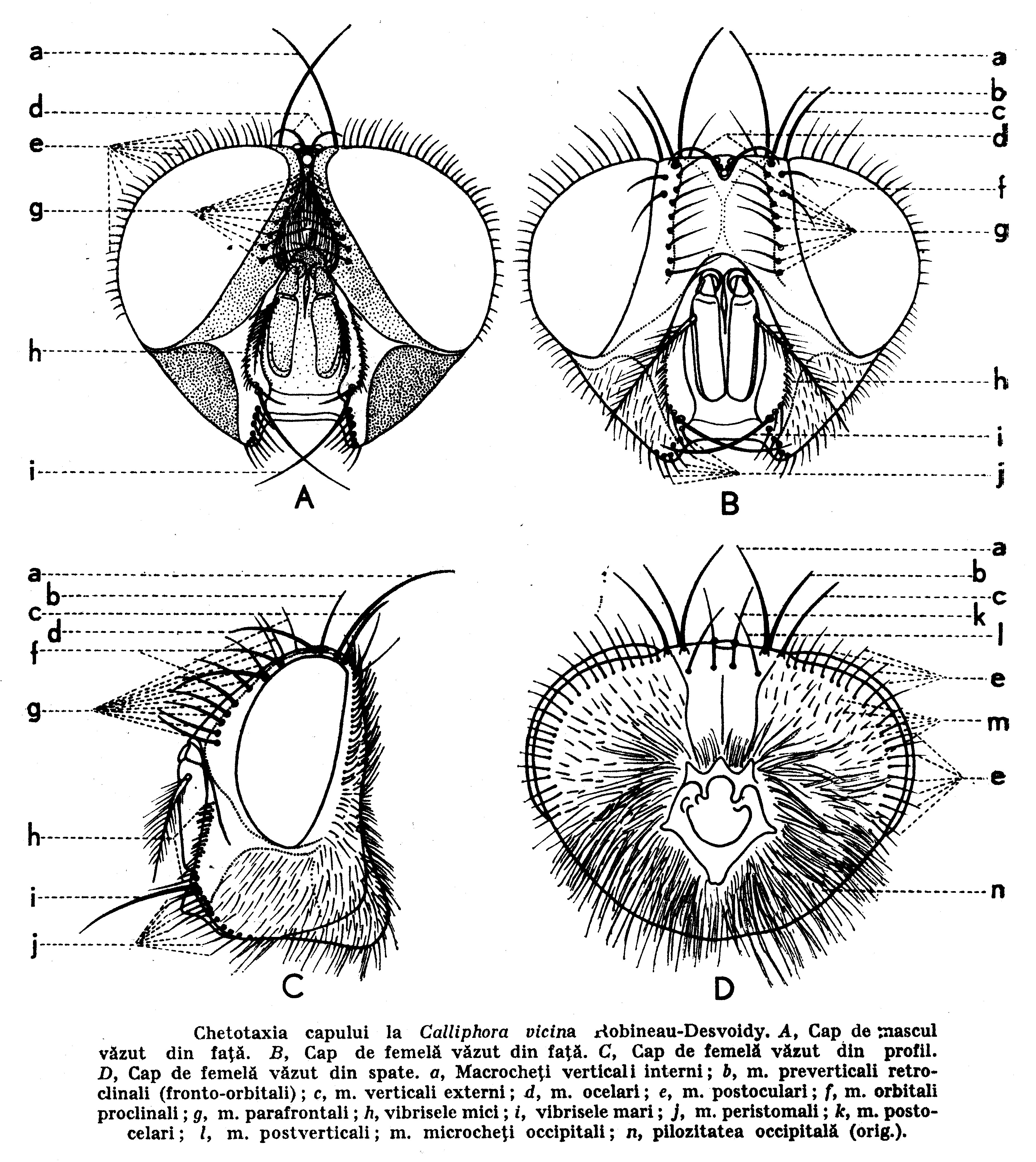
Chetotaksja głowy plujki. a: szczecinki ciemieniowe wewnętrzne, b: szczecinki czołowo-orbitalne, c: szczecinki ciemieniowe zewnętrzne, d: szczecinki przyoczkowe, e: szczecinki brwiowe, f: szczecinki orbitalne górne, g: szczecinki orbitalne dolne, h i i: wibrysy, j: szczecinki perystomalne, k: szczecinki pozaprzyoczkowe, l: szczecinki zaciemieniowe, m: szczecinki potyliczne
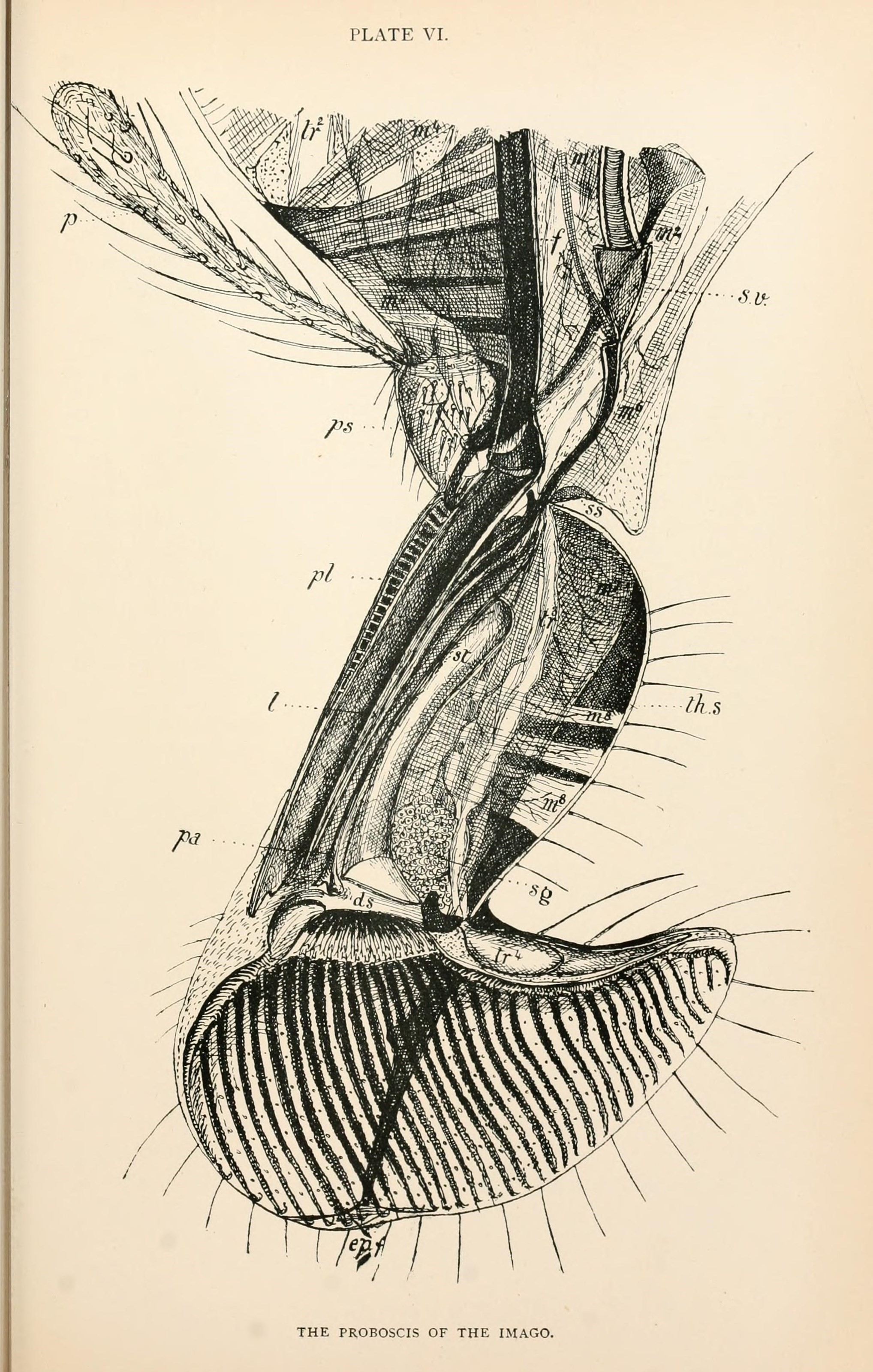
Przekrój przez aparat liżąco-ssący C. erythrocephala: p: głaszczek, ps: palpiger, pl: prelabrum, l: języczek, pa: paraphysis, ds: skleryt dyskowaty, th s: tyroid sclerite, ep f: epifurca, s s: sesamoid sclerite, st: skleryt stomalny, s v: walwy ślinowe, f: fulcrum, od t1 do t4: tchawki, od m1 do m8: mięśnie, sg: gruczoł ślinowy dysku oralnego
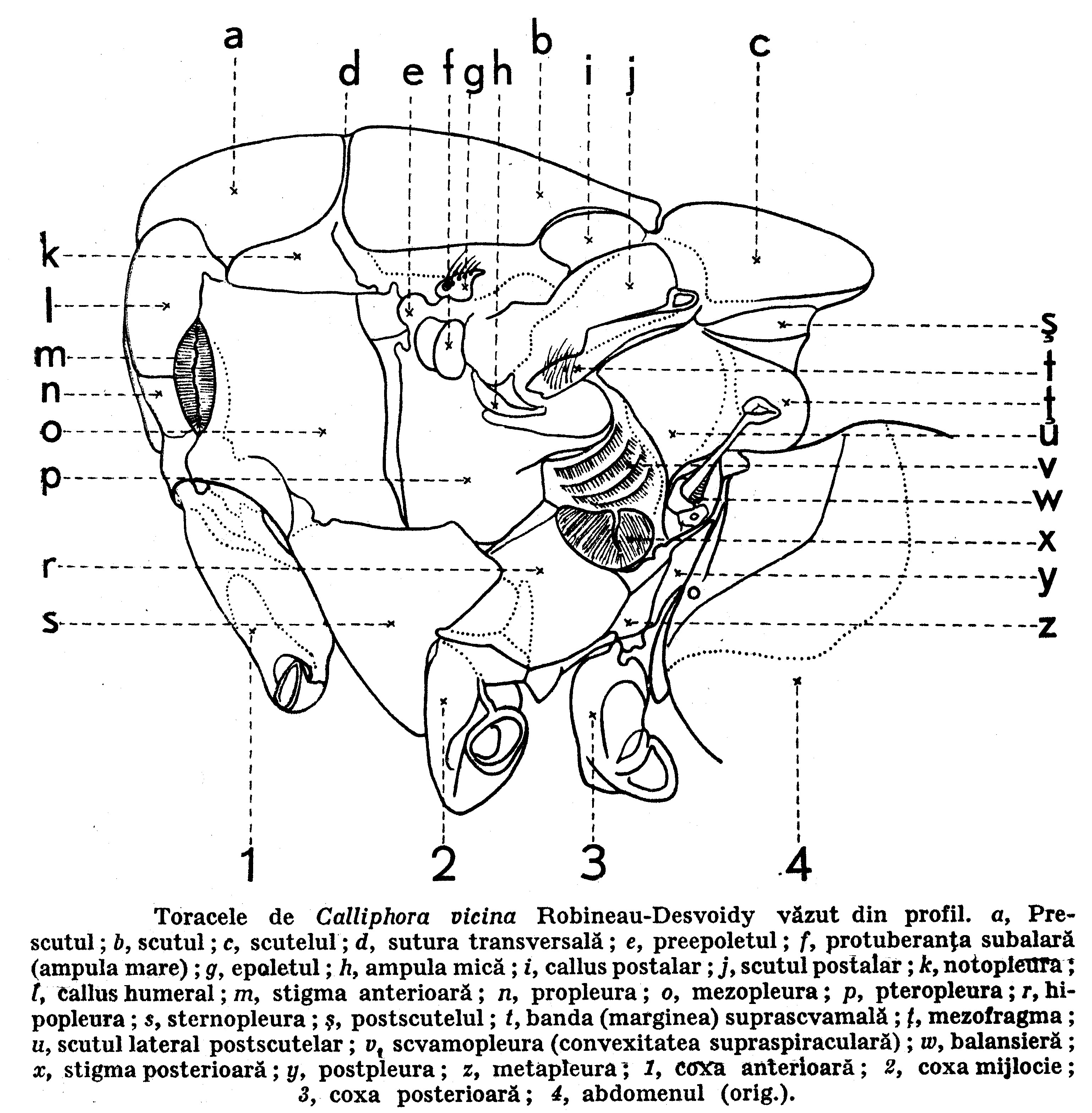
Tułów plujki. a: preskutum, b: skutum, c: tarczka, d: szew poprzeczny (skutalny), f: ampulla większa, h: ampulla mniejsza, i: guz zaskrzydłowy, j: zatarczka, k: notopleura, l: guz barkowy, m: przednia przetchlinka, n: propleura], o: mezopleura, p: pteropleura, r: hipopleura, v: squamopleura, w: przezmianka, x: tylna przetchlinka, y: postpleura, z: metapleura, 1: przednie biodro, 2: środkowe biodro, 3: tylne biodro, 4: odwłok
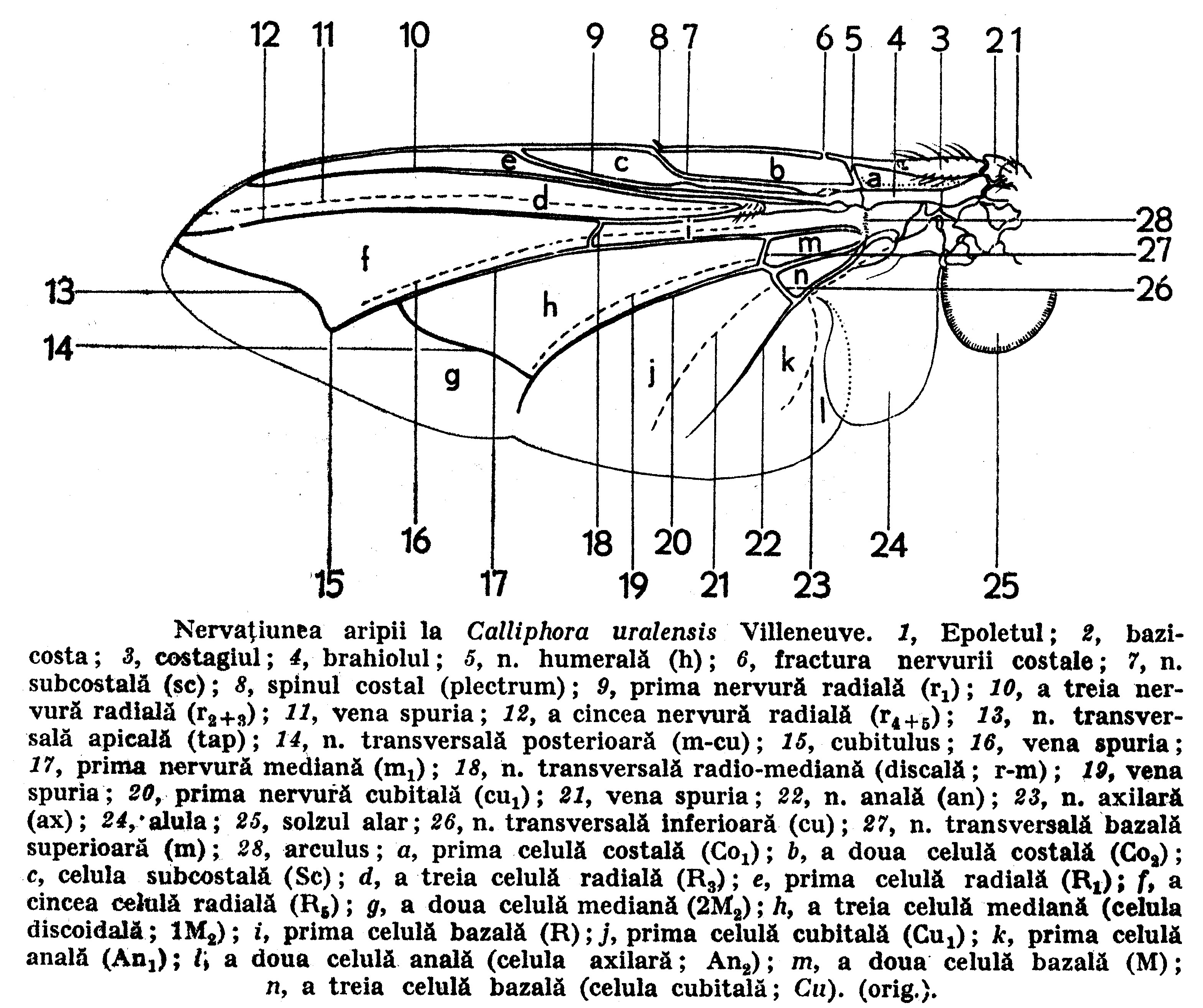
Użyłkowanie skrzydła plujki. 2: basicosta, 3: costagium, 5: żyłka barkowa (h), 6 przełom ż. kostalnej, 7: ż. subkostalna (sc), 8: plectrum, 9: pierwsza ż. radialna (r1), 10: trzecia ż. radialna (r2+r3), 11: nibyżyłka, 12: piąta ż. radialna (r4+r5), 13: ż. poprzeczna wierzchołkowa, 14: ż. poprzeczna tylna (m-cu), 15: cubitulus, 16: nibyżyłka, 17: pierwsza ż. medialna (m1), 18: poprzeczna ż. radialno-medialna (r-m), 19: nibyżyłka, 20: pierwsza żyłka kubitalna, 21: nibyżyłka, 22: ż. analna, 23: ż. pachowa, 24: płatek skrzydłowy, 25: łuseczka skrzydłowa, 26: poprzeczna ż. kubitalna (cu), 27: poprzeczna ż. medialna (m), 28 arculus. a: pierwsza komórka kostalna (Cu1), b: druga k. kostalna (Cu2), c: k. subkostalna, d: trzecia k. radialna (R3), e: pierwsza k. radialna (R1), f: piąta k. radialna (R5), g: druga k. medialna (2M2), h: k. dyskoidalna (1M2), i: pierwsza k. bazalna (R), j: pierwsza k. kubitalna (Cu1), k: pierwsza k. analna (An1), l: druga k. analna (An2), m: druga k. bazalna (M), n: trzecia k. bazalna (Cu)
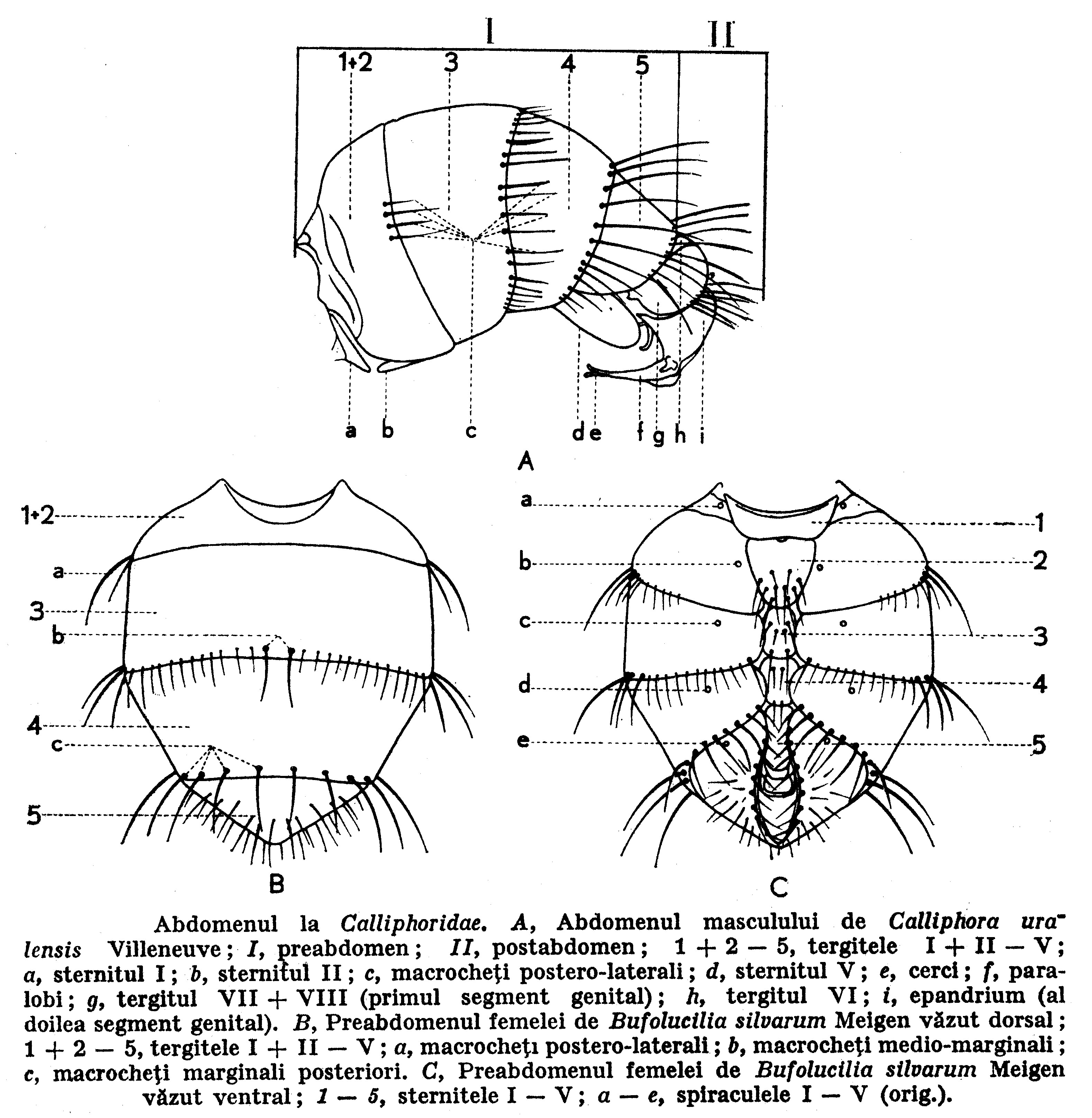
Odwłoki plujkowatych. A – samiec Calliphora uralensis (widok boczny) : I: przedodwłok (praeabdomen), II zaodwłok (postabdomen), od 1+2 do 5: kolejne tergity, a pierwsze sternum, b: drugie sternum, c: szczecinki tylno-boczne, d: piąte sternum, e: przysadki odwłokowe, f: surstyli, g zlane tergity siódmy i ósmy, h: tergit szósty, i: epandrium. B – przedodwłok samicy Bufolucilia silvarum (widok grzbietowy): od 1+2 do 5: kolejne tergity, a: szczecinki tylno-boczne, b: szczecinki środkowo-brzegowe, c: szczecinki tylno-brzegowe. C: przedodwłok samicy Bufolucilia silvarum (widok brzuszny): od 1 do 5: kolejne sternity, od a do e: kolejne przetchlinki
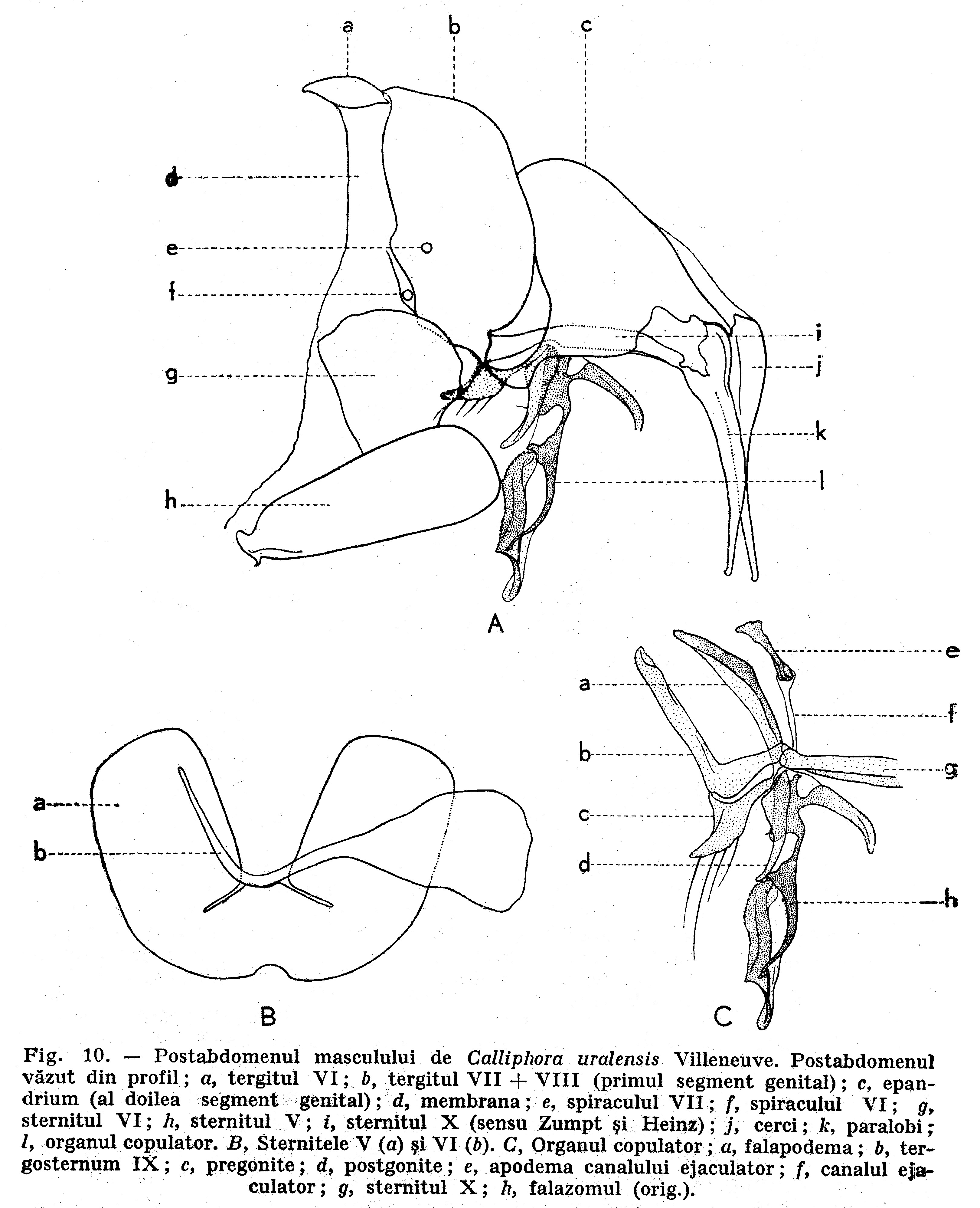
Postabdomen samca C. uralensis: A: z profilu: a: szósty tergit, b: zlane tergity siódmy i ósmy, c: epandrium, d: błona, e: siódma przetchlinka, f: szósta przetchlinka, g: szósty sternit, h: piąty sternit, i: dziesiąty sternit, j: przysadki odwłokowe, k: surstyli, l: narząd kopulacyjny. B: wygląd piątego (a) i szóstego (b) sternitu. C (narząd kopulacyjny): a: apodema fallusa, b: dziewiąte tergosternum, c: pregonit, d: postgonit, e: apodema przewodu wytryskowego, f: przewód wytryskowy, g: dziesiąte sternum, h: fallosoma
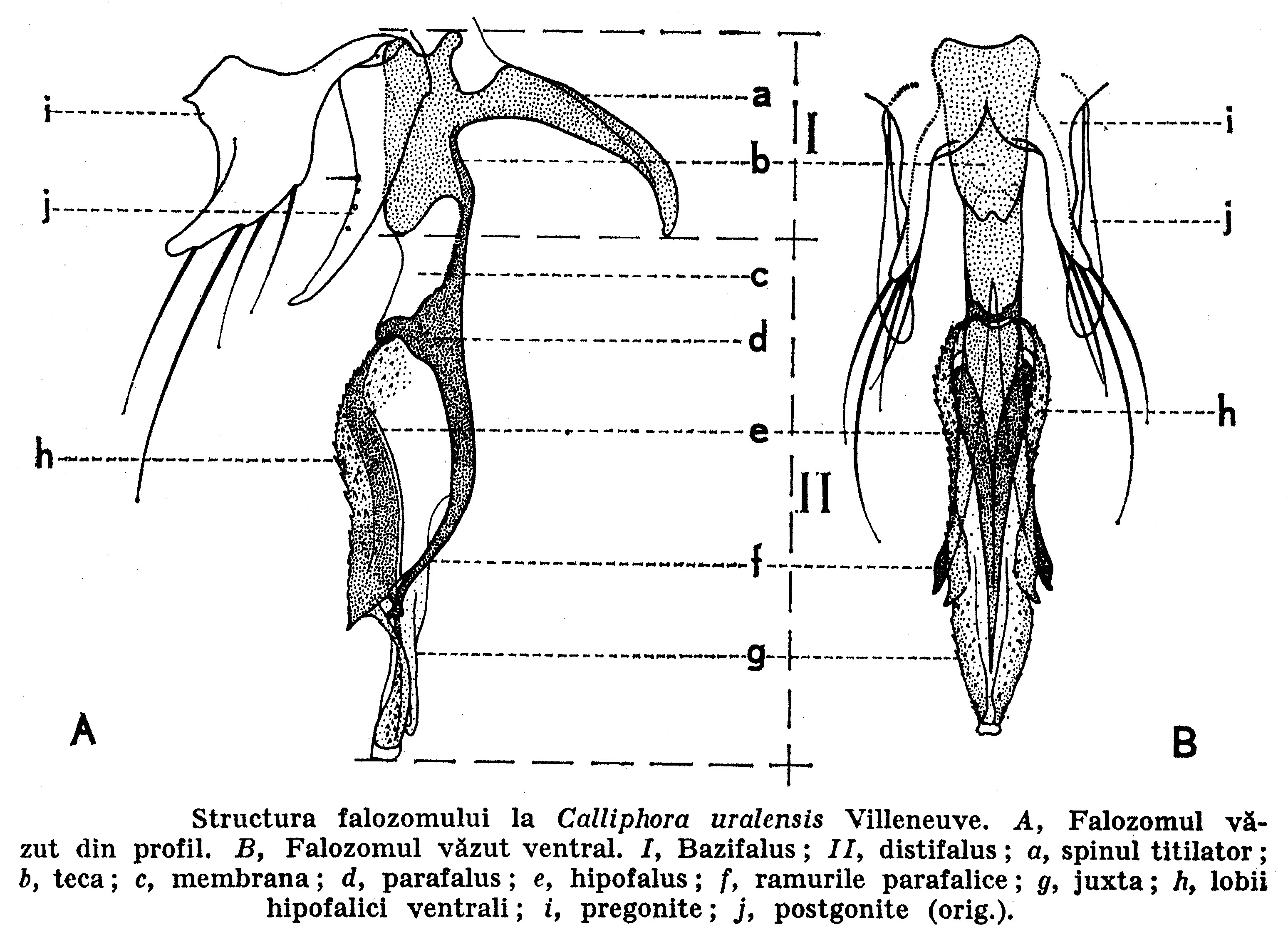
Budowa fallosomy C. uralensis: (A – w. z profilu, B – w. brzuszny): I: basiphallus, II: distiphallus, a: kolec łechczący, b: teka, c: błona, d: paraphallus, e: hypophallus, f: wyrostki parafalliczne, g: acrophallus (juxta), h: brzuszny płat hipofalliczny, i: pregonit, j: postgonit
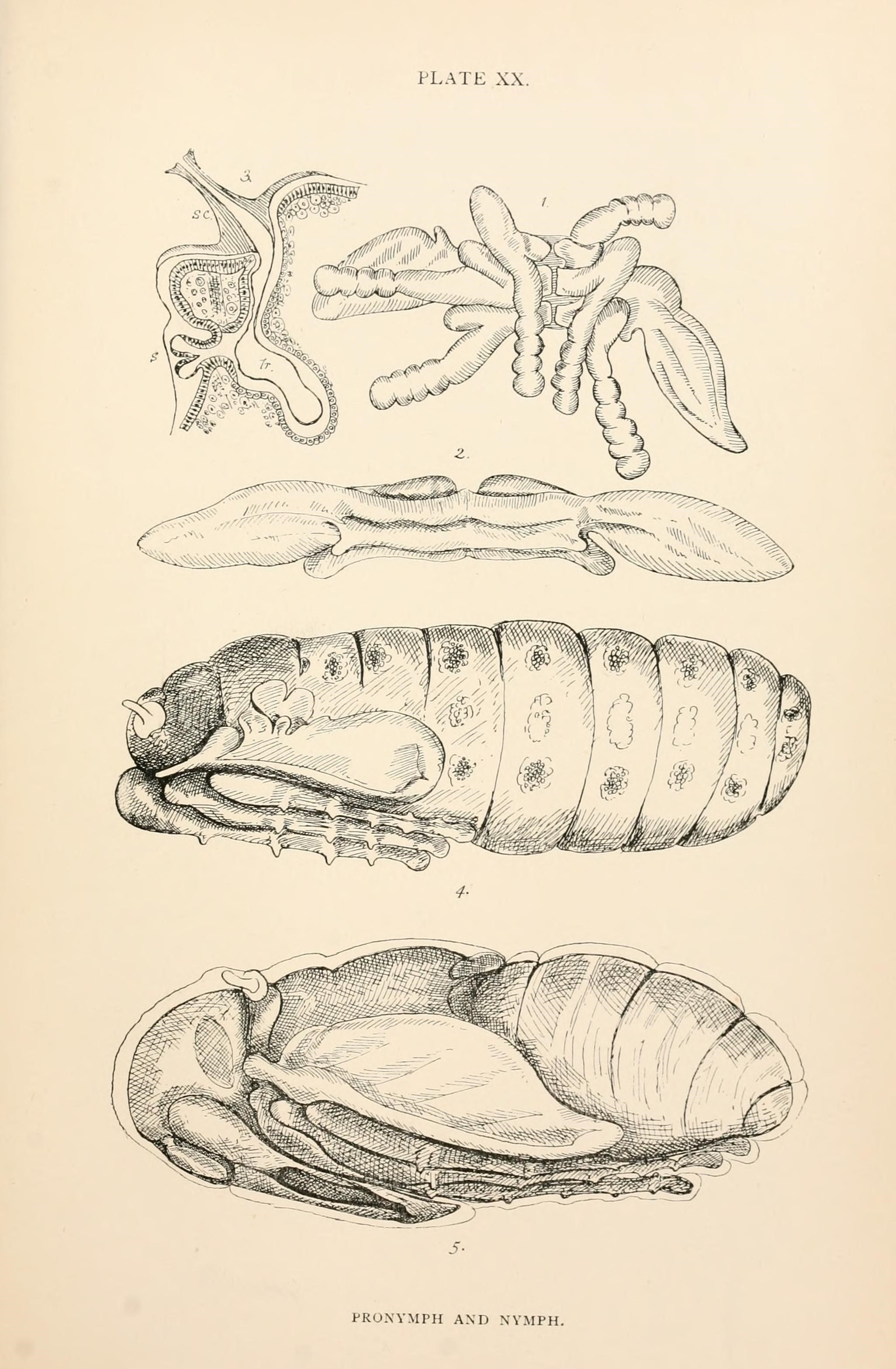
Budowa poczwarki C. erythrocephala: 1: tułów trzydniowej poczwarki widziany od spodu i 2 od góry, 3: przedni aparat przetchlinkowy około dziesiątego dnia, 4: widok poczwarki pod koniec trzeciego dnia i 5 szóstego dnia

## Biologia i ekologia

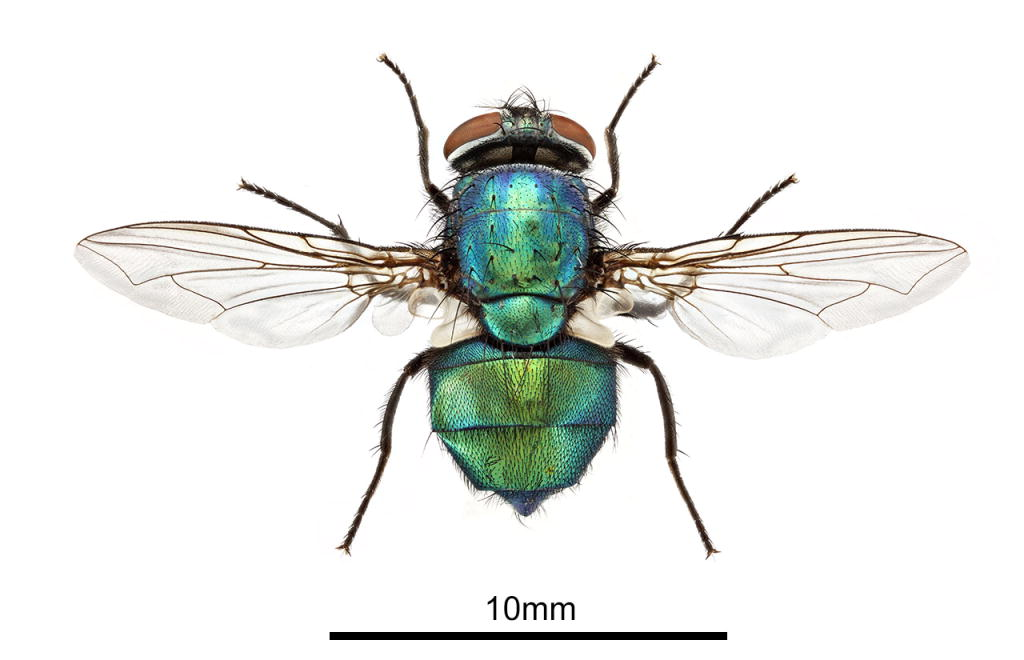
Padlinówka cesarska

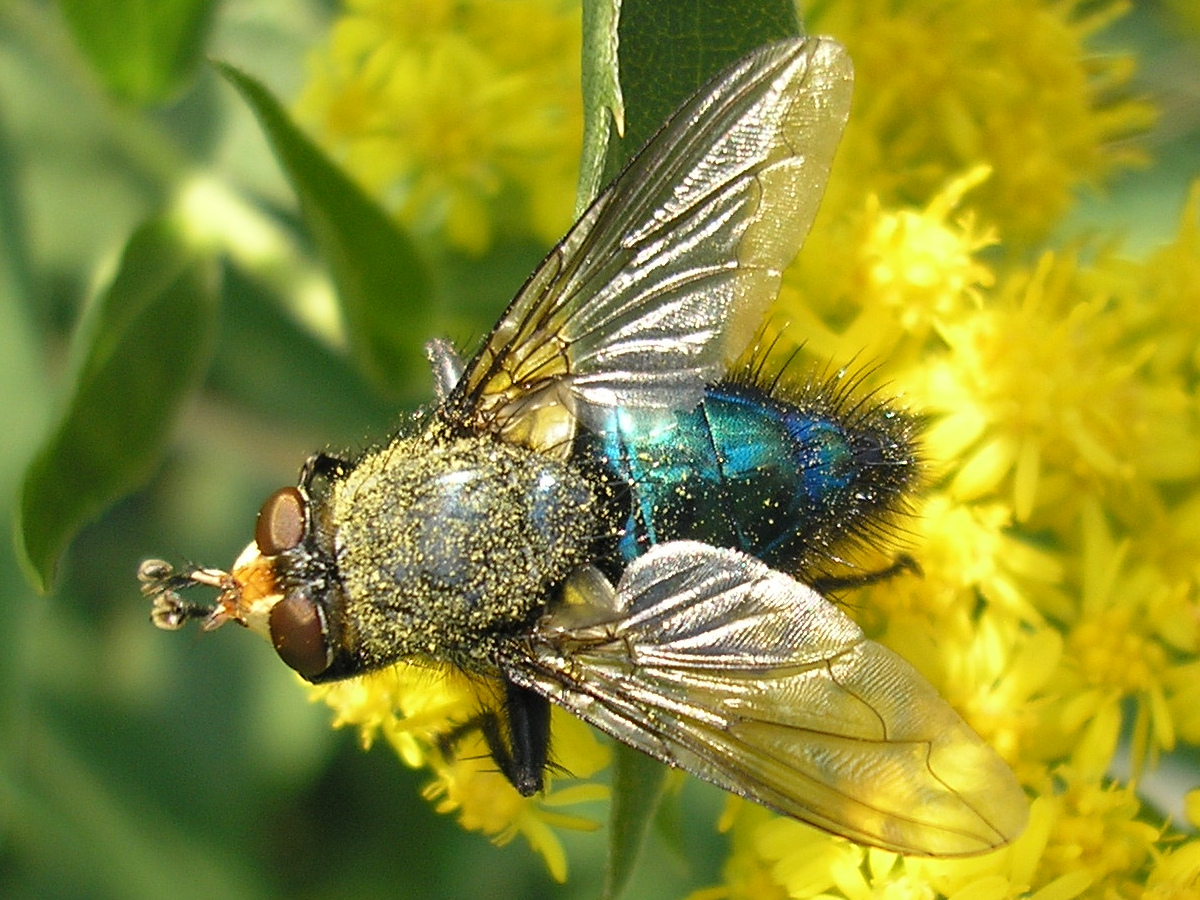
Cynomya mortuorum

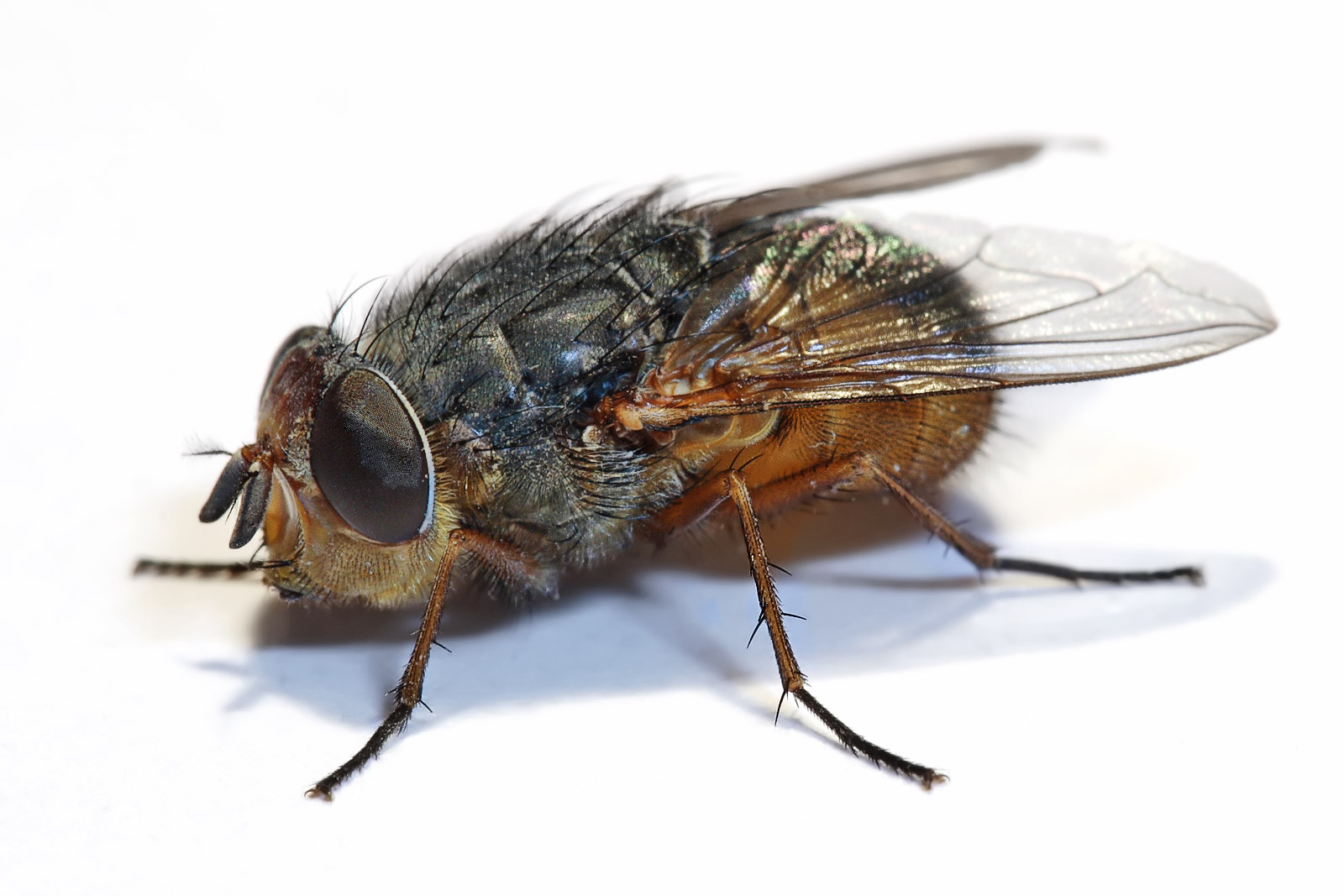
Calliphora augur

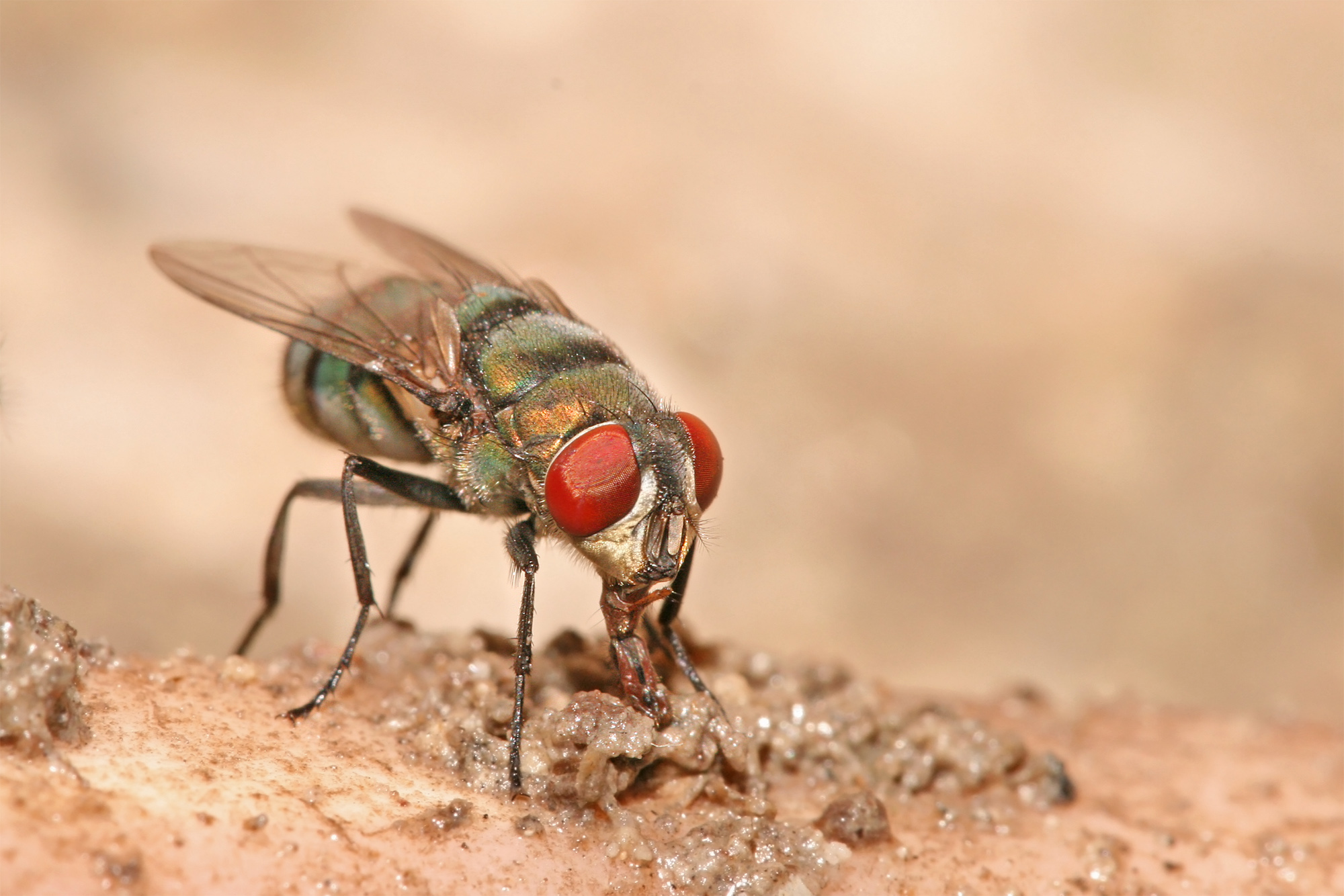
Chrysomya albiceps pożywiająca się zgniłym mięsem

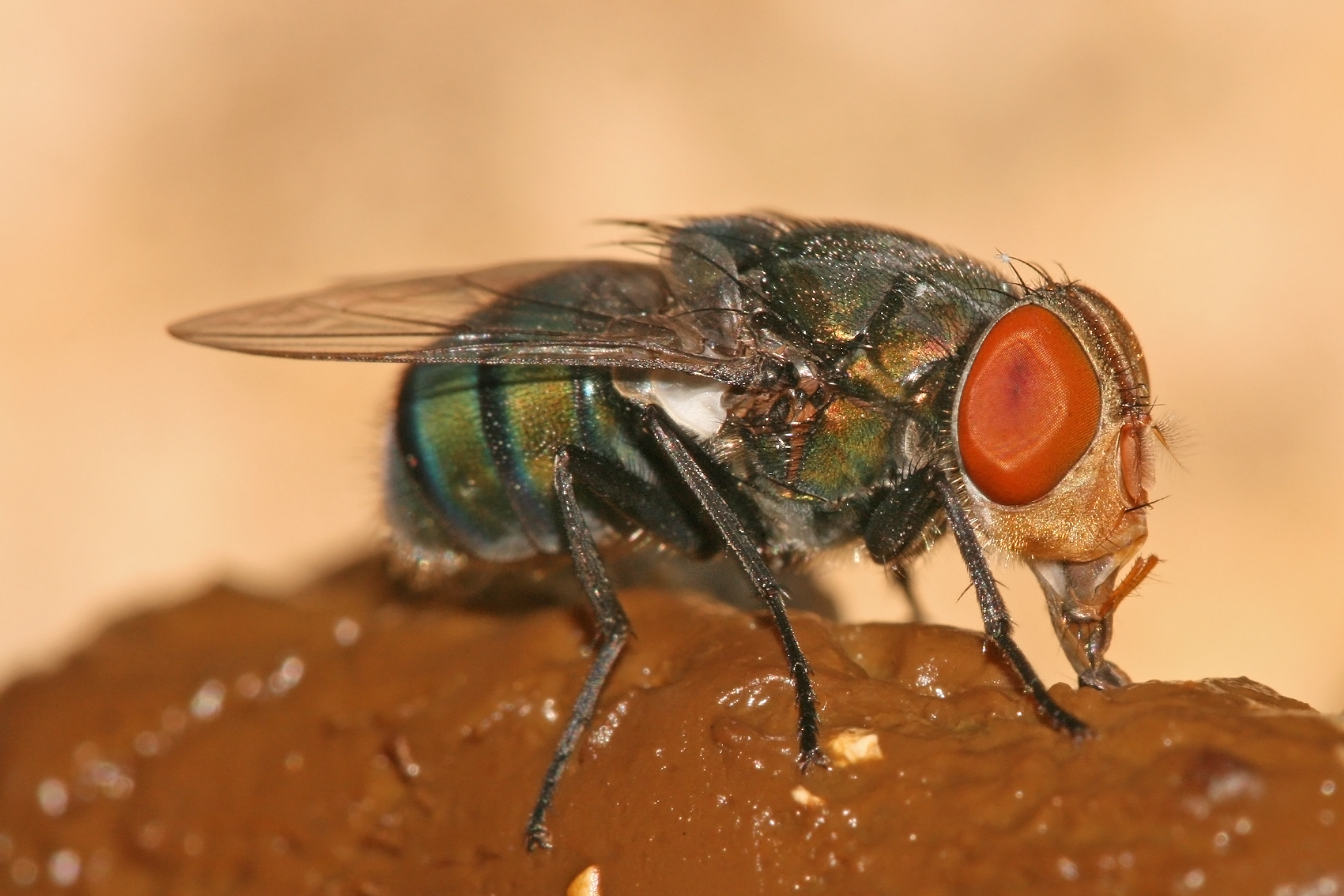
Chrysomya megacephala spożywająca kał

Plujkowate najczęściej są ubikwistami. Większość jest aktywna w dzień. Dorosłe żywią się nektarem i sokami wypływającymi z rozkładającej się materii organicznej.
Przeważająca część gatunków to w stadium larwalnym padlinożercy, przechodzący rozwój w martwych ciałach zwierząt, głównie kręgowców. Wiele gatunków rozwija się w odchodach. Lucilla sericata (Padlinówka skórnica) może rozwijać się w gnijącej materii roślinnej. Wiele gatunków potrafi się rozwijać w żywych zwierzętach, w tym człowieku. Niektóre wykazują w tym względzie specjalizacje. Melanomyinae rozwijają się w żywych ślimakach, powodując ich śmierć, a Helicoboscinae wybierają do składania jaj martwe bądź umierające ślimakowate. Rodzaje takie jak Bellardia, Onesia i Pollenia są drapieżnikami bądź pasożytami dżdżownicowatych. Stomorhina zjada jaja szarańczy. Zaliczane tu niekiedy Rhinophoridae są wyspecjalizowanymi parazytoidami lądowych równonogów.
Większość gatunków jest jajorodnych, ale spotyka się także jednolarworodne i wielolarworodne.

## Rozprzestrzenienie
Kosmopolityczne. W Palearktyce występuje ponad 250 gatunków, w tym w Polsce około 70 (zobacz: plujkowate Polski), w Danii i Fennoskandii – około 60. W Nowej Zelandii – 52.

## Systematyka
Do plujkowatych należy około 1450 opisanych gatunków. Większość współczesnych autorów wyróżnia następujące podrodziny:
- Ameniinae
- Aphyssurinae
- Bengaliinae
- Calliphorinae
- Chrysomyinae
- Helicoboscinae
- Luciliinae
- Melanomyinae
- Mesembrinellinae
- Phumosiinae
- Polleniinae
- Prosthetosomatinae
- Rhiniinae
- Toxotarsinae

Część autorów włącza też doń Rhinophoridae w randze podrodziny, ale większość współczesnych wyróżnia je jako osobną rodzinę. Molekularne badania filogenetyczne Singha i Wellsa z 2013 roku wskazują na polifiletyzm plujkowatych w takim rozumieniu. Według wyników tych badań podrodzina Mesembrinellinae nie tylko nie należy do plujkowatych, ale nie należy również do kladu Calliphoridae+Rhinophoridae+Tachinidae o dobrze wspartym monofiletyzmie, zaś podrodzina Polleniinae jawi się jako grupa siostrzana rączycowatych. Podobnie jak w trzech poprzednich analizach filogenetycznych nie udało się natomiast pewnie ustalić relacji między plujkowatymi a pozostałymi rodzinami Oestroidea.

## Znaczenie
Plujkowate odgrywają w ekosystemach olbrzymią rolę w rozkładzie martwej materii. Potomstwo 2000 osobników konsumuje 300 kg padliny w ciągu trzech dni. Fakt, że muchówki te jako pierwsze pojawiają się przy padlinie, wykorzystuje się w entomologii sądowej do ustalenia czasu zgonu.
Wiele gatunków wywołuje muszyce zwierząt, w tym ludzi. Najczęściej jaja składane są w ranach. Mniej liczne gatunki mogą składać jaja w zdrowych tkankach. W Europie, Australii i południowej Afryce muszycę owiec wywołują Lucilia cuprina i L. sericata. W Europie odnotowano jako sprawców przypadków wywołania muszycy za pośrednictwem ran np. L. sericata, L. illustris i L. caesar. W tropikalnej Afryce żyje Cordylobia anthropophaga, która wywołuje muszyce dużych ssaków, okazjonalnie także ludzi, przy czym składa jaja na glebie lub suszącej się bieliźnie i larwy aktywnie poszukują żywiciela. Larwy z rodzaju Auchmeromyia nie żywią się stałą tkanką żywiciela, lecz robią dziurkę w jego skórze, przez którą ssą krew – ofiarami A. senegalensis padają niekiedy śpiący ludzie, choć głównymi żywicielami są duże ssaki, jak guźce. Larwy niektórych gatunków, zwłaszcza wspomnianej L. sericata, stosuje się w medycynie do oczyszczania trudno gojących się ran (tzw. larwoterapia).
Niektóre gatunki kałożerne składają również jaja na produktach spożywczych, jak np. ryby i gotowane mięso, będąc wskutek tego wektorami różnych chorób. Notowane jako przenosiciele wirusów, bakterii, pierwotniaków i płazińców.